# Lutas nos Jogos Pan-Americanos de 2019 - Livre até 76 kg feminino
A categoria até 76 kg feminino foi um dos eventos da luta livre nos Jogos Pan-Americanos de 2019. Foi disputada em 9 de agosto, no Coliseu Miguel Grau.

## Calendário
Horário local (UTC-5).
| Data        | Horário | Fase                |
| ----------- | ------- | ------------------- |
| 9 de agosto | 10:27   | Quartas de final    |
| 9 de agosto | 11:23   | Semifinal           |
| 9 de agosto | 17:04   | Disputa pelo bronze |
| 9 de agosto | 17:14   | Final               |

## Medalhistas
| Ouro   | CAN Justina Di Stasio                |
| Prata  | BRA Aline Ferreira                   |
| Bronze | CUB Mabelkis Capote COL Andrea Olaya |

## Resultados

### Chave
|  | Quartas-de-final        | Quartas-de-final        | Quartas-de-final |  |  | Semifinais              | Semifinais              | Semifinais              |   |                      | Final                | Final | Final |
|  |                         |                         |                  |  |  |                         |                         |                         |   |                      |                      |       |       |
|  | Aline Ferreira (BRA)    | Aline Ferreira (BRA)    | 7                |  |  |                         |                         |                         |   |                      |                      |       |       |
|  | Diana Cruz (PER)        | Diana Cruz (PER)        | 0                |  |  | Aline Ferreira (BRA)    | Aline Ferreira (BRA)    | 2                       |   |                      |                      |       |       |
|  | Mabelkis Capote (CUB)   | Mabelkis Capote (CUB)   | 3                |  |  | Mabelkis Capote (CUB)   | Mabelkis Capote (CUB)   | 1                       |   |                      |                      |       |       |
|  | Génesis Reasco (ECU)    | Génesis Reasco (ECU)    | 1                |  |  |                         |                         |                         |   | Aline Ferreira (BRA) | Aline Ferreira (BRA) | 1     |       |
|  | Justina Di Stasio (CAN) | Justina Di Stasio (CAN) | 10               |  |  |                         | Justina Di Stasio (CAN) | Justina Di Stasio (CAN) | 2 |                      |                      |       |       |
|  | Andrimar Lázaro (VEN)   | Andrimar Lázaro (VEN)   | 0                |  |  | Justina Di Stasio (CAN) | Justina Di Stasio (CAN) | 9                       |   |                      |                      |       |       |
|  | Andrea Olaya (COL)      | Andrea Olaya (COL)      | 3F               |  |  | Andrea Olaya (COL)      | Andrea Olaya (COL)      | 0                       |   |                      |                      |       |       |
|  | Josselyn Portillo (ESA) | Josselyn Portillo (ESA) | 0                |  |  |                         |                         |                         |   |                      |                      |       |       |
|  |                         |                         |                  |  |  |                         |                         |                         |   |                      |                      |       |       |
|  |                         |                         |                  |  |  |                         |                         |                         |   |                      |                      |       |       |

### Repescagem
|  | Primeira rodada       | Primeira rodada       | Primeira rodada |  |  | Disputa pelo bronze   | Disputa pelo bronze   | Disputa pelo bronze |
|  |                       |                       |                 |  |  |                       |                       |                     |
|  | Diana Cruz (PER)      |                       |                 |  |  |                       |                       |                     |
|  | bye                   | bye                   |                 |  |  | Diana Cruz (PER)      | Diana Cruz (PER)      | 0                   |
|  | Mabelkis Capote (CUB) | Mabelkis Capote (CUB) |                 |  |  | Mabelkis Capote (CUB) | Mabelkis Capote (CUB) | 10                  |
|  | bye                   |                       |                 |  |  |                       |                       |                     |
|  |                       |                       |                 |  |  |                       |                       |                     |
|  |                       |                       |                 |  |  |                       |                       |                     |
|  |                       |                       |                 |  |  |                       |                       |                     |

|  | Primeira rodada       | Primeira rodada    | Primeira rodada |  |  | Disputa pelo bronze   | Disputa pelo bronze   | Disputa pelo bronze |
|  |                       |                    |                 |  |  |                       |                       |                     |
|  | Andrimar Lázaro (VEN) |                    |                 |  |  |                       |                       |                     |
|  | bye                   | bye                |                 |  |  | Andrimar Lázaro (VEN) | Andrimar Lázaro (VEN) | 0                   |
|  | Andrea Olaya (COL)    | Andrea Olaya (COL) |                 |  |  | Andrea Olaya (COL)    | Andrea Olaya (COL)    | 4                   |
|  | bye                   |                    |                 |  |  |                       |                       |                     |
|  |                       |                    |                 |  |  |                       |                       |                     |
|  |                       |                    |                 |  |  |                       |                       |                     |
|  |                       |                    |                 |  |  |                       |                       |                     |